# سلیمی تونی
تاج‌الدین حسن بن سلیمان تونی معروف به سلیمی تونی، شاعر قرن هشتم در تون متولد شد. وی از مشهورترین شعرای منقبت سرای شیعی محسوب می‌شود. به گفته رسول جعفریان دامنه شعر منقبتی در قرن هشتم و نهم تا اندازه‌ای است که انسان به راحتی می‌تواند دلایل توفیق بعدی صفویان را در نشر تشیع درک کند. در این زمینه شاعران خراسانی باز هم پیشتاز بودند. سلیمی تونی یکی از استوانه‌های اصلی این حلقه ادبی است.
قصاید و اشعار سلیمی تونی بیشتر در مدح علی بن ابی طالب، حسین بن علی و علی بن موسی است.

## زندگی
زادگاه وی شهر تون است، وی سپس رهسپار بیهق شد و در آنجا سکنی گزید. سرانجام به سال ٨۵۴ ه.ق در سفر زیارتی به مشهد در ولایت جهان و ارغیان درگذشت. پیکر وی را بنا به وصیتش به بیهق بردند و در آنجا به خاک سپردند. اطلاعات به دست آمده از وضع زندگی و خانواده و تحصیلات علمی سلیمی بسیار اندک است. از تذکرۀ دولتشاه، قدیمیترین منبع مکتوب دربارۀ سلیمی ، دریافت می شود که شاعر نخست شغل دیوانی داشته و مأمور وصول مالیات از مردم بوده که با پیش آمدن ماجرایی و گرفتن مالیات ناحق از پیرزنی تهیدست، با شنیدن جمله ای از زبان آن پیرزن، متنبه شده، توبه میکند و از آن پس به مداحی و منقبت سرایی پیامبر اسلام و اهل بیت پیامبر روی آورده زهد و تقوا پیشه می کند.  

## آثار
- دیوان سلیمی تونی
- واجبات منظوم
- مالا به منه فی مذهب الامامیه  [۴]

## نمونه شعر
بخشی از مثمن سلیمی تونی که در ستودن علی بن ابی طالب سروده است. 
| ایا مومن ار عالم و عاقلی  |  | ز دیوانگی بگذر و جاهلی   |
| به توحید یزدان اگر قایلی  |  | به حب نبی صادق و یک دلی  |
| بگو تا که بود از ره کاملی |  | نبی را وصی و خدا را ولی  |
| علی بُد علی بُد علی بُد علی  |  | علی بُد علی بُد علی بُد علی |